# نواعم (مطربة)
نواعم (1973 -) مطربة مصرية من أسوان.

## حياتها
أعجب بصوتها الفنان علي كوبانا ولحن لها أولى أغنياتها بعنوان «طمن قلبك». صورت سلسلة حلقات مع كوبانا والنادي النوبي لاحياء التراث النوبي وأُذيعت على التليفزيون الألماني حيث كانت البداية سنة 1994.
بعد وفاة كوبانا تبناها المخرج جميل المغازى الذي اهداها أغنية «اه يا وليك» التي غنتها في مسرحية «عشرين في مستشفى المجانين» اكتشف فيها موهبة التمثيل المخرج احمد صقر فاشتركت في مسلسل «حديث الصباح والمساء» حيث قامت فيه بدور جوهر.
انشغلت نواعم باحياء الفن النوبي والفولكلور الشعبي المصري والسوداني، نظمت واحيت حفل افتتاح البطولة الأفريقية السادسة للشباب للريشة الطايرة في 2004، التقت بالفنان المصري خالد جودة عام 2008، وكونوا ثنائي غنائي وكانت الانطلاقة للديو «نواعم وخوليو» مما ادى إلى تكوين فريق «نواعم شو» الغنائي الاستعراضي والذي قام بتنظيم الحفلة النوبية الأولى في مصر سنة 2009 كما احيا الفريق حفل افتتاح بطولة كرة اليد الأفريقية في مصر عام 2010.

## أعمالها

### تمثيل
- حديث الصباح والمساء[1]
- أهل الرحمة
- جحا المصري
- رجل الاقدار
- ونيس واحفاده
- فرح العمدة
- شبرا تي في

### الأفلام
- عسكر في المعسكر
- الحب كدة
- مسرحية ترالملم